# Żegleński Potok
Żegleński Potok – potok, prawy dopływ Filipczańskiego Potoku.
Zlewnia potoku obejmuje część zachodnich stoków Zgorzeliskowego Działu na Pogórzu Bukowińskim w miejscowości Małe Ciche w gminie Poronin. Potok ma kilka źródliskowych cieków na zachodnich stokach płytkiej przełęczy między Wierchem Zgorzelisko (1105 m) a bezimiennym wierzchołkiem 1045 m. Najwyższe z tych cieków wypływają na wysokości około 1025 m. Stopniowo łączą się z sobą i od wysokości około 890 m potok spływa jednym korytem w kierunku południowo-zachodnim. Uchodzi do Filipczańskiego Potoku na wysokości 840 m w zabudowanym obszarze Małego Cichego. Deniwelacja potoku wynosi 185 m, średni spadek  13%.
Górna część zlewni Żegleńskiego Potoku to las, dolną część to polana Tarasówka i łąki miejscowości Małe Ciche.